# گنبد آسمان

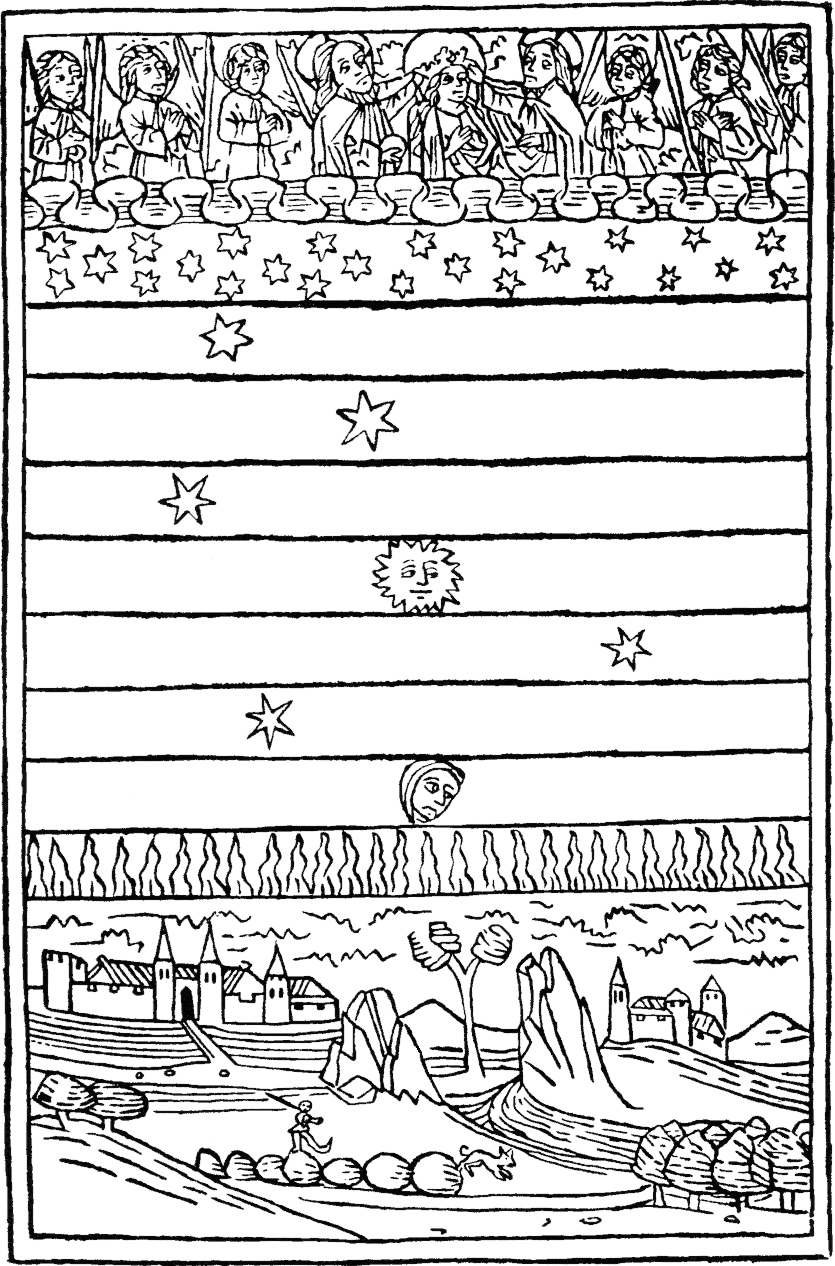
در دیدگاه یهودیان گنبدی جامد بر بالای آسمان قرار داشت و هفت آسمان بالای آن بودند و خداوند در بالای این هفت آسمان بود.

گنبد آسمان در اخترشناسی کتاب مقدس گنبدی جامد و بسیار بزرگ است که بالای اتمسفر قرار دارد. در تورات کتاب پیدایش خداوند گنبد آسمان را خلق کرد تا آب‌های مافوق زمین را (منابع باران) از آب‌های زیرین (در زیر زمین) جدا کند. لغت فرمامنت (گنبد آسمان) انگلیسی شدهٔ لغت لاتینی فرمامنتیوم است که در ولگیت مشاهده می‌شود.

## ریشه لغت
واژه فرمامنت در انگلیسی از ریشه لاتین فرمامنتوم گرفته شده‌است که ترجمه لغت عبری رکیع (רָקִ֫יעַ) می‌باشد. لغت فرمامنتوم در لاتین به معنی محکم و سخت می‌باشد. لغت عبری رکیع به معنی گسترش یافتن است که شبیه فرآیندی است که در آن یک فلز با کوبیدن صاف و پخش می‌شود. مانند تمامی فرهنگهای گذشته بنی اسرائیل بر این باور بودند که آسمان یک گنبد جامد است.

## در کتاب مقدس
لغت گنبد آسمان در تورات کتاب پیدایش روایت شده‌است. در کتاب پیدایش بخش ۱:۶-۸ آمده‌است: 
 خداوند گفت:بگذارید میان آب‌ها گنبدی باشد تا آب‌ها را از آب‌ها جدا کند. از این رو خدا گنبد را ایجاد کرد و آبهای زیر گنبد را از آبهای بالای گنبد جدا نمود و این‌گونه شد. و خداوند (بالای) گنبد را بهشت نام نهاد و این اتفاق در بعد از ظهر و صبح روز دوم واقع شد. 
بر اساس تورات این گنبد دارای دریچه‌هایی به آسمان بالا است. در داستان طوفان نوح این پنجره‌ها باز شده و زمین از آب پر می‌شود. 
 در سال ششصدم زندگی نوح و در روز ۱۷ ماه دوم تمامی آبهای زیرزمین سرآریز شدند و پنجره‌های بهشت باز شدند. - کتاب پیدایش ۷:۱۱
از این رو در دیدگاه کتاب مقدس بهشت شمایم (שָׁמַיִם) در بالای گنبد قرار داشت. کل زمین و آسمان در اقیانوسی به نام تهوم תְּהוֹם شناور بودند که آب‌های آن تا قبل از ایجاد گنبد زمین را پر کرده بود. دریای تهوم بر اساس تورات پر از موجودات شیطانی نظیر لویاتان است که خداوند بر آن‌ها غلبه کرده‌است. 

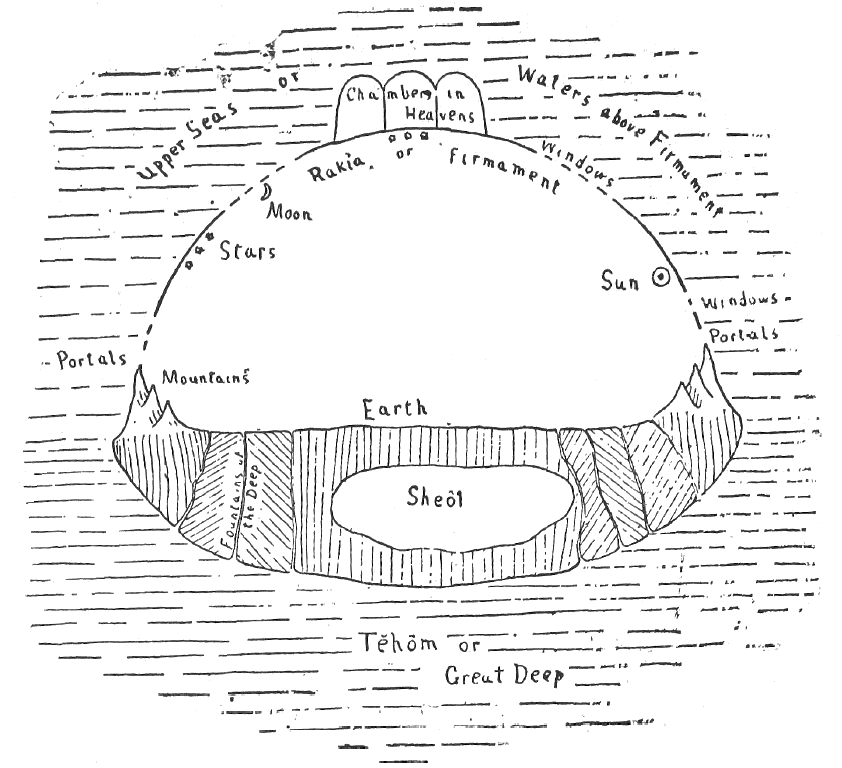
دید یهودیان در مورد آسمان و زمین. بهشت در بالای گنبد قرار داشت و زمین به صورت سطحی صاف بر روی ستونهایی بنا نهاده شده بود.

## نظریه‌های مسیحیت
آگوستین نوشته است که: آموزه‌های زیادی روی طبیعت گنبد آسمان صرف شده‌است."ما شاید این نام را برای درک اینکه گنبد آسمان بی حرکت نیست بلکه صلب است بر آن نهاده‌ایم. او نوشته است که سن بازیل به گنبد آسمان متحرک اعتراض کرده‌است. با توجه به گفته‌های سن توماس آکوییناس: گنبد آسمان طبیعتی جامد داشته و بالای ناحیه‌ای از آتش است که در آن همهٔ بخارها باید تحلیل بروند.
انقلاب کوپرنیک در قرن ۱۶ به تجدید نظر هدایت کرد که در ۱۵۵۴ جان کالوین نظریه داد که: ابرها به "گنبد آسمان" ترجمه شده‌اند. او که در رشتهٔ هوا و فضا و هنرهای مبوطه تحصیل کرده بود نوشته است: بگذارید در جایی دیگر برود. به گفتهٔ کالوین تورات باید با مسیحیت محبوب و مرتبط با کیهان‌شناسی مطابقت کند یا نباید پذیرفته شود. او به گفت (موسس) باید ما را به جای ستارگان ستایش کنند. کالوین (دکترین از محل اقامت) اجازه داد تا پروتستان‌ها کشف علم را بدون انکار توانایی کتاب مقدس بپذیرند.
به گفتهٔ بعضی کاتولیک‌ها انجیل به سادگی ایده‌های کیهان‌شناسی مکتوب رایج زمان را انعکاس می‌دهد.

## تغییرات علمی
یونانیان و رواقیان یک نیم کرهٔ معنوی را بعد از کشف حالت کروی زمین در سده‌های ۳ تا ۴ قبل از میلاد پذیرفتند.
قرون وسطی استادانه کیهان‌شناسی را که با ایدهٔ فیلسوفان یونان یعنی ارسطو و بطلمیوس آمیخته می‌شد قبول کردند. این کیهان‌شناسی گوی‌های معنوی را با مرکزیت زمین درگیر کرد. دورترین نقطهٔ خارج گوی شامل ستاره‌ها و شرایط گنبد آسمان بعداً به این گوی انتقال یافت.(۷ گوی داخلی برای ۷ طبقهٔ آسمان بود و ترتیب آن‌ها در نام‌گذاری روزهای هفته باقی نگه داشته شده‌است.)حتی مدل کوپرنیک‌ها شامل یک کرهٔ خارجی بود که ستاره‌ها را نگه می‌داشت (و با داشتن چرخش روزانهٔ زمین روی محور خود به گنبد آسمان اجازهٔ ساکن ماندن را می‌داد.)
مطالعات برهه تیکو در زمینهٔ نو اختر ۱۵۷۲ و دنباله‌دار ۱۵۷۷ برای اولین بار ایدهٔ وجود گوی‌های جامد، منحرف نشدنی و اشیا مادی را به چالش می‌کشید. در ۱۵۸۴ برونو یک کیهان‌شناسی را بدون گنبد آسمان پیشنهاد کرد: یک جهان ابدی که در آن ستاره‌ها در واقع خورشیدها هستند که سیستم سیاره‌ای خودشان را دارند. بعد از اینکه گالیله شروع به استفاده از تلسکوپ برای آزمودن آسمان کرد مخالفت با تکامل بهشت‌ها سخت‌تر شد تا جایی که نیاز به منطق ارسطویی بود. در ۱۶۳۰ مفهوم گوی‌های جامد دیگر برجسته و غالب نبود.

## در فرهنگ‌های متفاوت

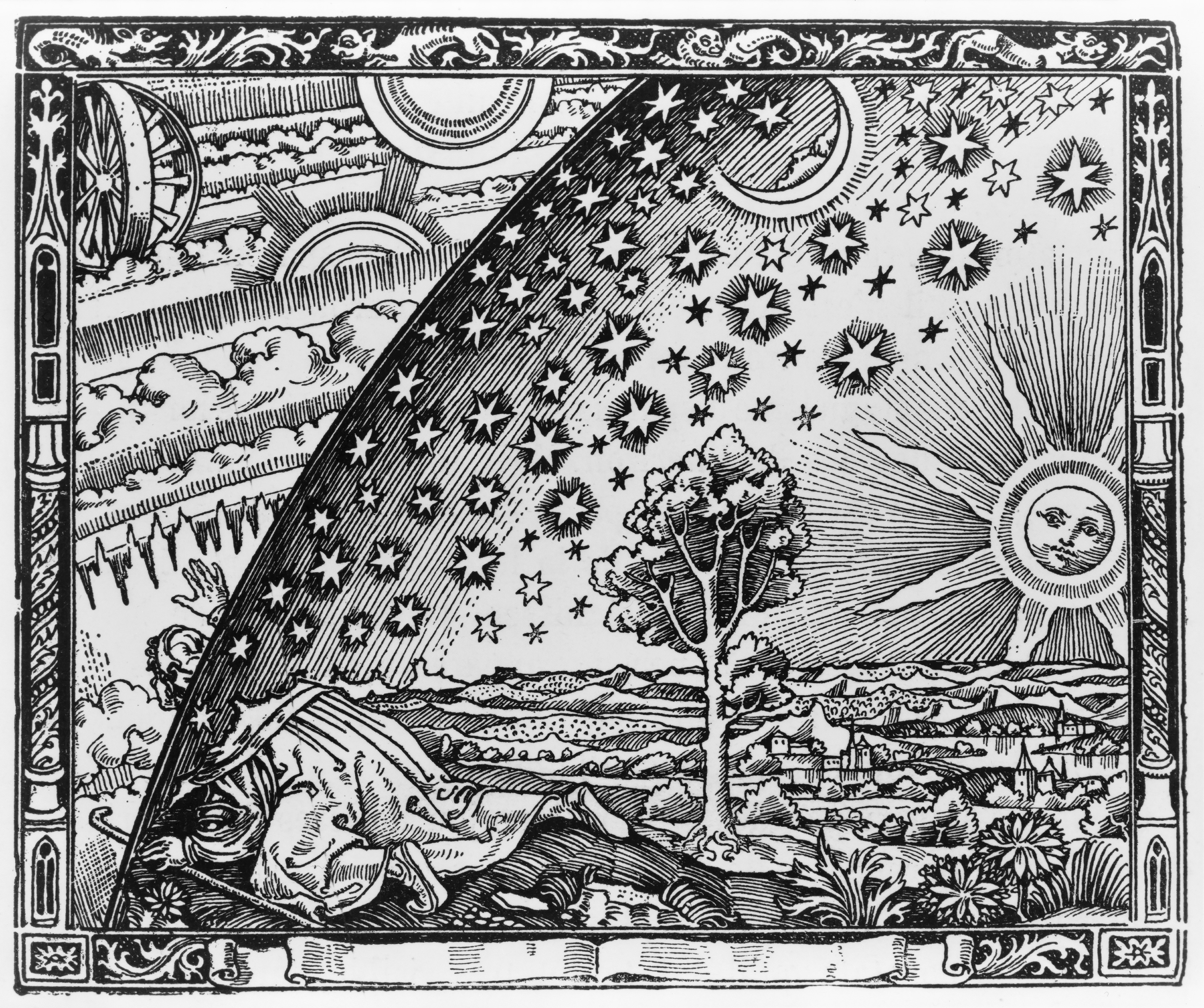
نقاشی فلاماریون از مسافری که به لبه گنبد میرسد و سر خود را از آن بیرون میکند. قرن نوزدهم میلادی فرانسه

حکاکی فلاماریون (۱۸۸۸) یک مسافر را مجسم می‌کند که به لبهٔ زمین صاف رسیده‌است و سر خود را به گنبد آسمان چسبانده است. مفهوم آسمان به عنوان جسم جامد (بر یک گسترهٔ اتمسفر مانند ترجیح داده شده) میان تمدن‌های باستانی و فرهنگ‌های اخیر، به همراه یونان باستان , مصر , چین , هند , بومیان استرالیا و همچنین مسیحیان اولیه گسترده شده بود. آسمان در اساطیر و اشعار بین النهرینی و هند و اروپایی به صورت گنبدی جامد که بر فراز زمین کمان زده ترسیم شده‌است. خدای آسمان سومریان آن , این گنبد آسمان مانندها را "بهشت‌ها " نام‌گذاری کرد که خدای باد صفحهٔ صاف زمین زیر را از دریاهای اصلی بالای گنبد آسمان جدا کرده‌است. هندیان باستان همچنین به آسمان صلب اعتقاد داشته‌اند. ریگ ودا گفته است: "آسمان و زمین سخت و محکم هستند."
این دستیابی به کیهان‌شناسی احتمالاً جهانی است و همچنین با اسطوره‌های جهان جدید روبرو می‌شود.